# مونته سن پیترو
مونته سن پیترو (به ایتالیایی: Monte San Pietro) یک منطقهٔ مسکونی در ایتالیا است که در استان بولونیا واقع شده‌است.

## خصوصیات
مونته سن پیترو ۷۴٫۷ کیلومترمربع مساحت و ۱۱٬۰۲۹ نفر جمعیت دارد و ۱۱۲ متر بالاتر از سطح دریا واقع شده‌است.